# William Henrique
William Henrique Rodrigues da Silva, meglio noto come William Henrique (Ribeirão Preto, 28 gennaio 1992), è un calciatore brasiliano, attaccante del Roi Et PB United.